# Djimon Hounsou

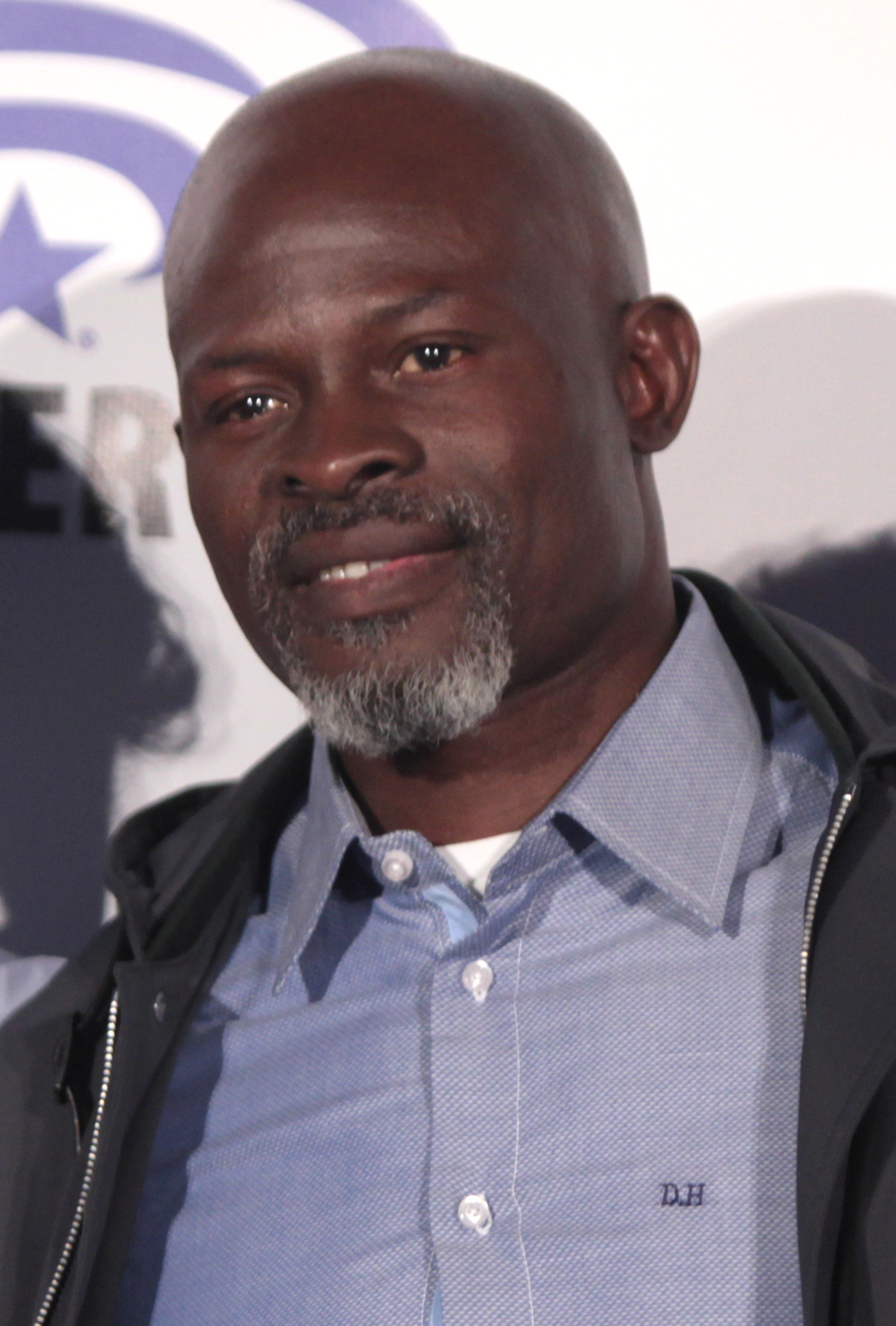
Djimon Hounsou auf der WonderCon 2016

Djimon Gaston Hounsou (* 24. April 1964 in Cotonou, Dahomey) ist ein beninisch-amerikanischer Schauspieler. Nach einer Karriere als Fotomodell gelangte er Anfang der 1990er Jahre über die Arbeit als Tänzer in Musikvideos zum Schauspielberuf. Einem breiten Publikum wurde er durch seine Nebenrollen in den Spielfilmen Amistad (1997), In America (2002) und Blood Diamond (2006) bekannt, letztere brachten ihm zwei Oscar-Nominierungen ein.

## Biografie

### Kindheit
Der im westafrikanischen Land Benin geborene Djimon Hounsou zog im Alter von 13 Jahren mit seiner Familie nach Paris. Nachdem er die Schule verlassen hatte, wurde Hounsou obdachlos und verbrachte sein Leben einige Jahre in den Straßen von Paris, bis er mit 22 Jahren zufällig von dem Modedesigner Thierry Mugler entdeckt wurde. Mugler förderte Hounsou und setzte ihn für zahlreiche seiner Werbekampagnen ein. Außerdem arbeitete Hounsou auch als Fotomodell, einige Bilder von ihm erschienen unter anderem in Muglers Bildband Thierry Mugler Photographs. Eine Zusammenarbeit verband Honsou auch mit dem renommierten Fotografen Herb Ritts, der für seine erotischen Schwarz-Weiß-Aufnahmen bekannt war und Hounsou in seinem Bildband Men and Women porträtierte.

### Schauspielkarriere
1988 kam Hounsou durch den Regisseur David Fincher das erste Mal mit dem Film in Berührung. Fincher setzte ihn als Tänzer in drei seiner Musikvideos ein: Steve Winwoods „Roll with It“, Madonnas „Express Yourself“ und Paula Abduls „Straight Up“. Hounsou, der sich als Supermodel auf den Laufstegen von Paris und London einen Namen gemacht hatte, fand Gefallen daran, vor der Kamera zu agieren, und zog nach Los Angeles, um eine Karriere als Schauspieler in Angriff zu nehmen. 
Die Sprachbarriere überwand er weitestgehend durch das Ansehen englischsprachiger TV-Dokumentationen. Dank eines Auftritts in Janet Jacksons Musikvideo „Love Will Never Do (Without You)“ wurden Agenten und Casting-Direktoren auf Hounsou aufmerksam und es folgten Gastrollen in TV-Serien, wie unter anderem 1990 als Türsteher in der Serie Beverly Hills, 90210. Sein Filmdebüt gab Hounsou im gleichen Jahr in John Boskovichs Komödie Without You I’m Nothing als Ex-Freund von Hauptdarstellerin Sandra Bernhard. Nach Jonathan Kaplans Drama Unlawful Entry bekam er 1994 eine größere Nebenrolle als Horus Wache in Roland Emmerichs Science-Fiction-Film Stargate, an der Seite von Kurt Russell und James Spader.

### Durchbruch im Filmgeschäft
Im Jahr 1997 folgte schließlich die Zusammenarbeit mit Steven Spielberg. Der renommierte US-amerikanische Regisseur verpflichtete Djimon Hounsou nach der Absage Denzel Washingtons für die Hauptrolle in seinem historischen Drama Amistad. In dem Film, dessen Story auf der wahren Begebenheit einer Meuterei westafrikanischen Sklaven auf einem spanischen Sklavenschiff basiert, stellt Djimon Hounsou Cinque dar, den Anführer des Aufstands, der für die Freiheit der Gefangenen kämpft. Die Rolle, für die der Schauspieler die afrikanische Sprache Mende erlernte, um authentischer zu wirken, markierte seinen Durchbruch in Hollywood, und er wurde unter anderem mit einer Golden-Globe-Nominierung als bester Hauptdarsteller in einem Drama geehrt, neben so etablierten Mimen wie Daniel Day-Lewis, Matt Damon oder Leonardo DiCaprio.
Durch seinen Auftritt in Amistad einem internationalen Publikum bekannt geworden, agierte Hounsou auch weiterhin in Großproduktionen, war aber in der Folgezeit, vor allem in englischsprachigen Filmen, auf Nebenrollen abonniert. Dies ist vor allem auf seinen starken sprachlichen Akzent zurückzuführen. Im Jahr 2000 verkörperte er in Ridley Scotts Oscar gekröntem Drama Gladiator den furchtlosen Krieger Juba, der sich mit dem auf Rache sinnenden Titelhelden Maximus (gespielt von Russell Crowe) anfreundet. Zwei Jahre später spielte Hounsou die Rolle des Abou Fatma, des Retters und Begleiters von Leutnant Faversham, in Shekhar Kapurs Literaturverfilmung Die vier Federn an der Seite von Heath Ledger, Wes Bentley und Kate Hudson.

### Weitere Karriere ab 2002
Seinen bis dahin größten Erfolg feierte der afrikanische Schauspieler 2002 mit dem Drama In America. Das semiautobiographische Werk des gebürtigen Iren Jim Sheridan erzählt die Geschichte einer irischen Familie, die nach einem schweren Schicksalsschlag versucht sich in den 1980er Jahren in den USA eine neue Existenz aufzubauen. An der Seite von Paddy Considine und Samantha Morton spielt Hounsou den verbitterten Maler Mateo, der sich aufgrund seiner HIV-Infektion von der Außenwelt zurückgezogen hat und durch die Begegnung mit der irischen Familie wieder neuen Lebensmut schöpft. Für diese Leistung wurde Djimon Hounsou mit zahlreichen Filmpreisen geehrt und 2004 neben der Südafrikanerin Charlize Theron als erster afrikanischer Schauspieler für den Oscar als Bester Nebendarsteller nominiert.
Nach Action-Filmen wie der Computerspiel-Verfilmung  Lara Croft: Tomb Raider – Die Wiege des Lebens an der Seite von Angelina Jolie oder Biker Boyz zusammen mit Laurence Fishburne, war Djimon Hounsou 2005 in drei Filmproduktionen vertreten, darunter die Comic-Adaption Constantine mit Keanu Reeves und Rachel Weisz, sowie der Thriller Die Insel an der Seite von Ewan McGregor und Scarlett Johansson. 2006 folgte die Fantasy-Verfilmung Eragon – Das Vermächtnis der Drachenreiter in dem Djimon Hounsou neben Jeremy Irons und John Malkovich zu sehen ist. 
Neben den wiederkehrenden Gerüchten, Hounsou würde eine der Hauptrollen in einer geplanten Fortsetzung von Gladiator bekleiden, übernahm der afrikanische Schauspieler 2006 eine tragende Rolle in Edward Zwicks Blood Diamond. In dem Thriller mit Leonardo DiCaprio in der Hauptrolle mimt Djimon Hounsou einen armen Fischer, der zu Zeiten des Bürgerkriegs in Sierra Leone in einen Konflikt mit Diamantenschmugglern gerät. Für den Part des Solomon Vandy erhielt er 2007 seine zweite Oscar-Nominierung als bester Nebendarsteller. Im selben Jahr sollte die Hauptrolle eines begabten Pianisten in Sylvain Whites Drama The Trunk folgen, der versucht, dem Leben in einem ärmlichen Ghetto zu entkommen. Der Spielfilm wurde aber nie realisiert. In dem Sportler-Drama Never Back Down (2008) war er als MMA-Lehrer und als Gegenspieler von Chris Evans in dem Action-Thriller Push (2009) zu sehen. Im Jahr 2010 übernahm er die Rolle des Caliban in Julie Taymors Shakespeare-Adaption von Der Sturm, The Tempest. In dem Film agierte er an der Seite von Helen Mirren, Alfred Molina und Chris Cooper.
Neben seiner Arbeit auf der Kinoleinwand war Hounsou auch weiterhin im US-amerikanischen TV zu sehen. 1999 schlüpfte er in der Ärzteserie Emergency Room für sechs Folgen in die Rolle des Mobalage Ikabo, einem nigerianischen Flüchtling, der illegal in die USA einreist. Zwischen 2003 und 2004 war er in der dritten Staffel der Agenten-Serie Alias neben Titelheldin Jennifer Garner als korrupter Waffenhändler Kazari Bomani zu sehen.

### Gesellschaftliches Engagement und Privatleben
2005 reiste Hounsou mit der Entwicklungshilfsorganisation Oxfam nach Mali, um sich ein Bild von der Lebenssituation der Menschen dort zu machen, die von Armut geprägt ist. Seitdem ist er Botschafter von Oxfam und setzte sich unter anderem für deren Kampagne Make Trade Fair und 2010 für Notfonds für die Erdbebenopfer von Haiti ein. 2009 war er Redner auf dem UN-Klimagipfel in New York.
Hounsou besitzt die US-amerikanische Staatsbürgerschaft und lebt in Los Angeles. Seit 2007 war er mit der japano-amerikanischen Schauspielerin und Model Kimora Simmons liiert, die er im Sommer 2008 heiratete. Im Mai 2009 kam ein gemeinsamer Sohn zur Welt. Im November 2012 gab das Paar seine Trennung bekannt.

## Filmografie (Auswahl)
- 1990: Without You I’m Nothing
- 1990: Beverly Hills, 90210 (Fernsehserie, Episode 1x01 Class of Beverly Hills)
- 1992: Fatale Begierde (Unlawful Entry)
- 1993: Killing Zoe (Stimme für Moïse)
- 1994: Stargate
- 1997: Amistad
- 1997: III Gotten Gains
- 1998: Octalus – Der Tod aus der Tiefe (Deep Rising)
- 1999: Emergency Room – Die Notaufnahme (ER, Fernsehserie, 6 Episoden)
- 2000: Passage du milieu
- 2000: Gladiator
- 2001: The Tag
- 2002: Ball & Chain – Zwei Nieten und sechs Richtige (Le boulet)
- 2002: In America
- 2002: Die vier Federn (The Four Feathers)
- 2003: Heroes (The Cooler)
- 2003: Lara Croft: Tomb Raider – Die Wiege des Lebens (Lara Croft: Tomb Raider – The Cradle of Life)
- 2003: Biker Boyz
- 2003–2004: Alias – Die Agentin (Alias, Fernsehserie, 3 Episoden)
- 2004: Blueberry und der Fluch der Dämonen (Blueberry)
- 2005: Beauty Shop
- 2005: Constantine
- 2005: Die Insel (The Island)
- 2006: Blood Diamond
- 2006: Eragon – Das Vermächtnis der Drachenreiter (Eragon)
- 2008: The Fighters (Never Back Down)
- 2009: Push
- 2010: Black Panther (Fernsehserie, 6 Episoden)
- 2010: The Tempest – Der Sturm (The Tempest)
- 2011: Elephant White
- 2011: Special Forces (Forces Spéciales)
- 2013: Liebe im Gepäck (Baggage Claim)
- 2014: Guardians of the Galaxy
- 2014: Drachenzähmen leicht gemacht 2 (How to Train Your Dragon 2, Stimme)
- 2014: Seventh Son
- 2015: Fast & Furious 7 (Furious 7)
- 2015: Air
- 2015: The Vatican Tapes
- 2016: Legend of Tarzan (The Legend of Tarzan)
- 2017: King Arthur: Legend of the Sword
- 2017: Genauso anders wie ich (Same Kind of Different as Me)
- 2018: Aquaman
- 2019: Captain Marvel
- 2019: Shazam!
- 2019: 3 Engel für Charlie (Charlie’s Angels)
- 2019: Im Netz der Versuchung (Serenity)
- 2020: A Quiet Place 2 (A Quiet Place: Part II)
- 2021: What If…? (Fernsehserie, Episode 1x02, Stimme)
- 2021: The King’s Man: The Beginning (The King’s Man)
- 2022: Paws of Fury: The Legend of Hank (Stimme)
- 2022: Black Adam
- 2023: Shazam! Fury of the Gods
- 2023: Gran Turismo
- 2023: Rebel Moon – Teil 1: Kind des Feuers (Rebel Moon – Part One: A Child of Fire)
- 2024: Rebel Moon – Teil 2: Die Narbenmacherin (Rebel Moon – Part Two: The Scargiver)
- 2024: A Quiet Place: Tag Eins (A Quiet Place: Day One)

## Auszeichnungen

### Oscar
- 2004: nominiert als Bester Nebendarsteller für In America
- 2007: nominiert als Bester Nebendarsteller für Blood Diamond

### Golden Globe Award
- 1998: nominiert als Bester Hauptdarsteller (Drama) für Amistad

### Weitere
Black Reel Award
- 2004: Bester Nebendarsteller für In America
- 2007: nominiert als Bester Nebendarsteller für Blood Diamond

Blockbuster Entertainment Awards
- 2001: nominiert als Bester Nebendarsteller (Actionfilm) für Gladiator

Broadcast Film Critics Association Awards
- 2007: nominiert als Bester Nebendarsteller für Blood Diamond

Image Awards
- 1998: Bester Hauptdarsteller für Amistad
- 2004: nominiert als Bester Nebendarsteller für In America
- 2007: nominiert als Bester Nebendarsteller für Blood Diamond

Independent Spirit Awards
- 2002: Bester Nebendarsteller für In America

Las Vegas Film Critics Society Awards
- 2007: Bester Nebendarsteller für Blood Diamond

National Board of Review
- 2006: Bester Nebendarsteller für Blood Diamond

San Diego Film Critics Society Awards
- 2003: Bester Nebendarsteller für In America

Satellite Awards
- 1998: nominiert als Bester Hauptdarsteller für Amistad
- 2004: Bester Nebendarsteller (Drama) für In America

Screen Actors Guild Awards
- 2001: nominiert für das Beste Schauspielensemble für Gladiator (mit Russell Crowe, Richard Harris, Derek Jacobi, Connie Nielsen, Joaquin Phoenix und Oliver Reed)
- 2004: nominiert für das Beste Schauspielensemble für In America (mit Paddy Considine, Samantha Morton, Sarah Bolger und Emma Bolger)
- 2007: nominiert als Bester Nebendarsteller für Blood Diamond

ShoWest Convention
- 2004: Bester Nebendarsteller des Jahres